# District de Tone
Le district de Tone (利根郡, Tone-gun) est un district de la préfecture de Gunma au Japon.

## Géographie

### Démographie
Au 1er janvier 2014, la population du district de Tone était de 35 607 habitants répartis sur une superficie de 1 322,38 km2.

### Divisions administratives
Le district de Tone est constitué du bourg de Minakami et des trois villages de Katashina, Kawaba et Shōwa.